# Конрад, Енё
Е́нё Ко́нрад (венг. Konrád Jenő; 13 августа 1894, Бачка-Паланка — 15 июля 1978, Нью-Йорк) — венгерский футболист и футбольный тренер еврейского происхождения. Играл на позиции защитника. Брат другого известного футболиста — Кальмана Конрада.

## Карьера

### Игровая карьера
Енё Конрад начал играть на позиции полузащитника в клубе «Будапештер АК» в возрасте 14-ти лет. В 17 лет он перешёл в МТК, в котором дебютировал в сезоне 1911/12. После двух вторым месте с 1912 и 1913 году, Конрад с МТК смог выиграть звание чемпиона Венгрии, и в этом же году в клуб пришёл брат Енё, Кальман. С началом войны, Конрад вступил в вооружённые силы в качестве офицера, однако это не помешало участвовать в неофициальном первенстве Венгрии 1915 года, и в мае того же года он получил свой первый вызов в национальную команду, в которой он сыграл матч со сборной Австрии, который завершился со счётом 2:1 в пользу венгров. В том же 1915 году Конрад был отправлен на фронт, где он был взят в плен русскими войсками.
После двухгодичного пребывания в плену, Конрад вернулся в Венгрию в 1918 году, уже ставшую самостоятельным государством, и вновь стал играть в футбол в МТК, где главным тренером был англичанин Джимми Хоган, и в первом же сезоне клуб выиграл первенство Венгрии. После массовых послевоенных беспорядков в Будапеште, ряд футболистов отправился за границу, среди этих игроков был и Конрад. Хуго Майсль, главный тренер венского «Аматеурена», пригласил братьев Конрадов к себе, но так как футбол в Австрии ещё не был профессиональным, Майсль устроил их на работу на городскую фондовую биржу. Первую половину сезона Конрад провёл за клуб «Обер-Санкт Вайтер», так как венгерские футбольные власти протестовали против перехода их игроков без разрешения клубов в австрийские команды. Лишь весной 1920 года согласие Венгрии было получено и Конрад стал игроком «Аматеурена».
Оба брата сразу стали главными «звёздами» команды, в 1921 году клуб Конрад завоевал свой первый австрийский титул — кубок Австрии, а через три года «Аматеурен», впервые в истории клуба, выиграл чемпионат страны. После этого победного сезона, футбол в Австрии приобрёл статус профессионального, и оба брата Конрада, оставшиеся без команды, попытались найти себе новый клуб, им стал, через несколько месяцев, «Фёрст», давший задаток 90 млн крон, но выступления Конрада в «Фёрсте» закончилась уже в 1925 году, после тяжелой травмы мениска, вследствие которой он был вынужден завершить карьеру футболиста.

### Тренерская карьера
В 1926 году Конрад начал тренерскую карьеру, возглавив свой бывший клуб «Аматеурен», сразу приведя команду к победному «дублю» — выигрышу чемпионата и кубка Австрии, затем он работал с клубом «Ваккер» (Вена) и «Кинезул» (Тимишоара), а потом 2 года тренировал ВАК. В 1929 году Конрад возглавил «Хакоах» (Вена), а потом работал с немецким «Нюрнберг», который он вывел в 1932 году в полуфинал немецкого чемпионата, где тот проиграл «Баварии», но уже по окончании сезона Конрад был вынужден покинуть Германию, из-за публикаций газеты Der Stürmer, проводившей кампанию против тренера еврейской национальности.
Из Германии Конрад переехал в Румынию, вновь возглавив «Кинезул» и в первом же сезоне сделал клуб чемпионом Румынии, затем тренировал «Жиденице» и «Аустрию», приведя команду к победе в кубке Австрии и кубке Митропы. В 1936 году Конрад уехал в Италию в «Триестину», выведя команду на 6-е, лучшее в истории, место в чемпионате Италии, но он был вынужден покинуть Апеннины из-за закона, запрещающего работать в Италии, представителям некоторых рас. Конрад отправился во Францию, тренируя «Олимпик Лилль», добившись выхода команды в финал кубка Франции, проигранного «Расингу». Последней командой Конрада стал «Спортинг» из Лиссабона. После окончания работы в Португалии Конрад, с семьёй, переехал в США, где не тренировал, а затем скончался в 1978 году.

## Достижения

### Как игрок
- Чемпион Венгрии: 1914, 1919
- Обладатель кубка Австрии: 1921, 1924
- Чемпион Австрии: 1924

### Как тренер
- Чемпион Австрии: 1926
- Обладатель кубка Австрии: 1926, 1935
- Чемпион Румынии: 1933
- Обладатель кубка Митропы: 1936